# Przywódcy Republiki Środkowoafrykańskiej
| #                                        | Imię i nazwisko                                         | Portret | Objął urząd          | Zdał urząd                           | Partia polityczna                                |
| ---------------------------------------- | ------------------------------------------------------- | ------- | -------------------- | ------------------------------------ | ------------------------------------------------ |
| Prezydent Republiki Środkowoafrykańskiej |                                                         |         |                      |                                      |                                                  |
| 1.                                       | David Dacko (1930-2003)                                 |         | 14 sierpnia 1960     | 1 stycznia 1966                      | Ruch na rzecz Rozwoju Społecznego Czarnej Afryki |
| 2.                                       | Jean-Bedel Bokassa (1921-1996)                          |         | 1 stycznia 1966      | 4 grudnia 1976 proklamowany cesarzem | Ruch na rzecz Rozwoju Społecznego Czarnej Afryki |
| Cesarz Cesarstwa Środkowoafrykańskiego   |                                                         |         |                      |                                      |                                                  |
| 1.                                       | Bokassa I (1921-1996)                                   |         | 4 grudnia 1976       | 21 września 1979 zdetronizowany      | -                                                |
| Prezydent Republiki Środkowoafrykańskiej |                                                         |         |                      |                                      |                                                  |
| 3.                                       | David Dacko (1930-2003)                                 |         | 21 września 1979     | 1 września 1981                      | Ruch na rzecz Rozwoju Społecznego Czarnej Afryki |
| 4.                                       | André Kolingba (1936-2010)                              |         | 1 września 1981      | 22 października 1993                 | bezpartyjny                                      |
| 5.                                       | Ange-Félix Patassé (1937-2011)                          |         | 22 października 1993 | 15 marca 2003                        | Ruch Wyzwolenia Narodu Środkowoafrykańskiego     |
| 6.                                       | François Bozizé (1946-)                                 |         | 15 marca 2003        | 24 marca 2013                        | bezpartyjny                                      |
| 7.                                       | Michel Djotodia (1949-)                                 |         | 24 marca 2013        | 10 stycznia 2014                     | Unia Sił Demokratycznych na rzecz Jedności       |
| —                                        | Alexandre-Ferdinand Nguendet pełniący obowiązki (1972-) |         | 10 stycznia 2014     | 23 stycznia 2014                     | Zgromadzenie na rzecz Republiki                  |
| —                                        | Catherine Samba-Panza pełniąca obowiązki (1954-)        |         | 23 stycznia 2014     | 30 marca 2016                        | bezpartyjna                                      |
| 8.                                       | Faustin-Archange Touadéra (1957-)                       |         | 30 marca 2016        | nadal urzęduje                       | bezpartyjny                                      |